# Світанок (Запорізький район)
Світа́нок — село в Україні, у Широківській сільській громаді Запорізького району Запорізької області. Населення становить 268 осіб.

## Географія
Село Світанок знаходиться за 4 км від правого берега річки Дніпро, на відстані 0,5 км розташоване село Лемешинське і за 1 км - село Августинівка

## .Історія
12 червня 2020 року, відповідно до Розпорядження Кабінету Міністрів України від № 713-р «Про визначення адміністративних центрів та затвердження територій територіальних громад Запорізької області», увійшло до складу Широківської сільської громади.
19 липня 2020 року, в результаті адміністративно-територіальної реформи та ліквідації колишнього Запорізького району(1965-2020), село увійшло до складу новоутвореного Запорізького району.